# مقاطعة لامار (ميسيسيبي)
مقاطعة لامار هي مقاطعة في مسيسيبي، بلغ عدد سكانها 55٬658  نسمة، في 2010، عاصمتها بورفيس، تبلغ مساحتها 1٬296 كيلومتر مربع.

## الموقع
تشترك في الحدود مع:
- مقاطعة كوفينغتون (ميسيسيبي)
- مقاطعة بيرل (ميسيسيبي).

## التقسيمات الإدارية
- بورفيس.